# Lyudmila Ulitskaya
Lyudmila Evgenyevna Ulitskaya (em russo: Людмила Евгеньевна Улицкая) (Davlekanovo, 21 de fevereiro de 1943) é uma romancista e contista russa aclamada internacionalmente que, em 2014, recebeu o prestigioso Prêmio Estatal Austríaco de Literatura Europeia por sua obra. Em 2006, ela publicou Daniel Stein, Interpreter (Даниэль Штайн, переводчик), um romance que trata do Holocausto e a necessidade de reconciliação entre o Judaísmo, o Cristianismo e o Islã. A própria Ulitskaya pertence a um grupo de pessoas formado pelas realidades da ex-União Soviética, que se consideram racial e culturalmente como judeus, embora tenham adotado o Cristianismo como sua religião. Ela ganhou o Prêmio Park Kyong-ni de 2012.

## Biografia
Ulitskaya nasceu na cidade de Davlekanovo em Bashkiria, mas sua família mudou-se para Moscou quando ela tinha nove meses. Em Moscou, sua família morava em apartamentos comunitários com muitas outras famílias. Depois da infância, ela se formou em genética na Universidade Estatal de Moscou. Após a universidade, trabalhou por dois anos no Instituto de Genética Geral, antes de ser demitida em 1970 por ler e distribuir literatura samizdat. Depois disso, não trabalhou por cerca de nove anos. Nessa época foi casada e teve dois filhos. Então, Ulitskaya começou sua carreira literária ingressando no teatro dramático judeu como consultora literária em 1979. Ela se tornou a Diretora de Repertório do Teatro Hebraico de Moscou. Seu primeiro curta-metragem publicado apareceu em 1990. A história de seu aclamado romance Sonechka foi publicada pela primeira vez pela Novy Mir em 1992. Em 1993, publicou seu primeiro romance com a editora Gallimard na França. Seu primeiro romance em russo foi publicado em 1994. Hoje, Ulitskaya divide seu tempo entre Moscou e Israel.

## Vida pessoal
Os pais de Ulitskaya estavam envolvidos na ciência. Sua mãe era bioquímica e seu pai engenheiro. Ela estava noiva de um americano que morreu em um acidente de carro antes de se casarem. Ao longo de sua vida, ela aprendeu alemão, francês e inglês, mas disse a si mesma que não os conhece bem. Ulitskaya tem dois filhos, um dos quais se formou na Columbia University. Ela mencionou que costuma trabalhar na Itália, em um apartamento que possui, mas mora em Moscou.